# Peugeot Type 174
La Type 174 era un'autovettura di lusso prodotta dal 1922 al 1930 dalla Casa automobilistica francese Peugeot.

## Profilo
Nel 1922 fu lanciata la Type 174, una vettura che doveva riprendere il filone delle vetture di lusso interrotto con la Type 148 e ripreso solo in parte dopo la fine della prima guerra mondiale. Con il ritorno alla pace, l'unica esponente Peugeot del segmento di lusso era solo la Type 156, che montava un motore da quasi sei litri ed apparteneva alla fascia fiscale delle vetture da 25 cavalli fiscali, secondo la normativa vigente in Francia. Ma in quel modo si venne anche a creare un vuoto tra questo modello e la Type 153, che invece montava un motore da 3 litri ed apparteneva al segmento delle vetture da 15 cavalli fiscali. Occorreva quindi un modello intermedio, la cui progettazione avvenne all'alba degli anni venti del secolo scorso ed il cui lancio si ebbe nell'autunno del 1922 al Salone di Parigi, con la denominazione di Type 174.

Con la Type 174 fu dato nuovo lustro al segmento di mercato intermedio appena menzionato, essendo classificata come una 18 cavalli fiscali. Era una vettura piuttosto grossa ed equipaggiata con un motore a 4 cilindri da 3828 cm³ (alesaggio e corsa: 95x135 mm) in grado di erogare una potenza massima di 75 CV. Tale propulsore era caratterizzato dalla distribuzione con valvole a fodero, una soluzione impiegata su alcune altre auto di lusso di quell'epoca e che dopo la seconda guerra mondiale non trovò praticamente più nessuna applicazione. Codificato con la sigla PC, il motore della Type 174 era derivato dall'unità che spingeva la Type 156, a cui furono tolti due cilindri (originariamente erano sei) e a cui venne leggermente ridotta la misura della corsa (da 140 a 135 mm). L'unico neo era rappresentato dal fatto che, trattandosi di una vettura decisamente imponente (4.69 m di lunghezza e 3.5 di passo), il peso penalizzava le prestazioni, limitando la velocità massima a 100 km/h. Per questo motivo, già durante il primo anno di produzione fu lanciata anche la Type 174 S, realizzata su un telaio a passo accorciato di 23 cm, che garantiva una sensibile riduzione della massa e con il motore rivisto in maniera da arrivare ad erogare 85 CV di potenza massima a 1900 giri/min. Le prestazioni, pur non ottenendo incrementi veramente significativi, consentirono tuttavia di aumentare la velocità massima a 110 km/h. Non solo, ma la Type 174 e la Type 174 S vennero anche impiegate in alcune competizioni automobilistiche ottenendo anche alcuni successi.
Sia la Type 174 normale che la S vennero prodotte nello stabilimento Peugeot di Issy-les-Moulineaux, immediatamente a sud di Parigi, e quasi sempre a telaio nudo, da carrozzare in un secondo momento a discrezione dell'acquirente. Sono esistiti esemplari con carrozzeria limousine, coupé de ville, torpedo, berlina o anche cabriolet e coach.
Nel 1926 la Type 174 S fu tolta di produzione dopo aver totalizzato solo 208 esemplari. Nel suo ultimo anno di produzione, la Type 174 S fu proposta in listino con un telaio maggiorato sia in lunghezza (aumentata di 13 cm), sia in larghezza (5 cm in più). Anche la Type 174 fu sottoposta ad un aggiornamento simile ed utilizzò quindi un telaio aumentato di 11 cm in lunghezza. Dopo l'uscita di scena della versione S, la Type 174 normale continuò a rimanere a listino per altri quattro anni, fino al 1930, dopodiché fu tolta definitivamente di produzione dopo essere stata prodotta in 810 esemplari. L'eredità della Type 174 venne raccolta, sia pur per breve tempo, dalla Type 184, introdotta già nel 1928 e nei primi tempi commercializzata parallelamente alla Type 174 stessa.

## Attività sportiva

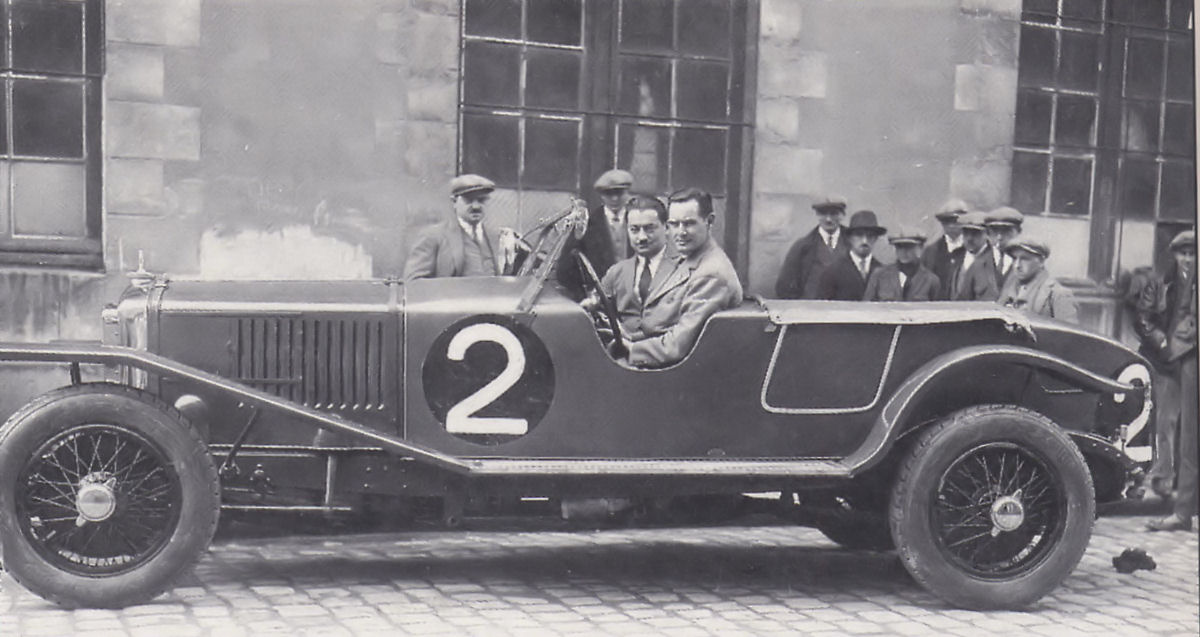
Una Peugeot Type 174 S alla sfortunata esperienza durante la 24 Ore di Le Mans

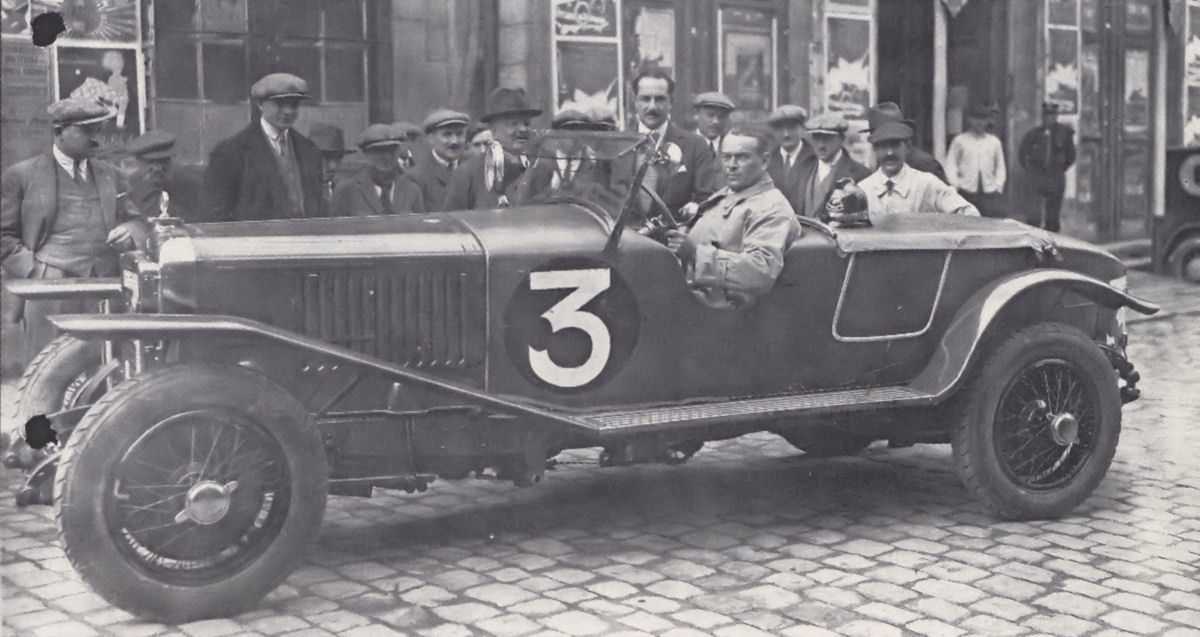
Un'altra Peugeot Type 174 S alle 24 Ore di LeMans

Si è accennato all'attività sportiva della Type 174 e della Type 174 S. Tale attività cominciò addirittura prima del lancio commerciale dei due modelli: infatti, già il 16 luglio del 1922, tre mesi prima della presentazione al Salone di Parigi, la Type 174 fece il suo debutto agonistico al Gran Premio di Strasburgo. La vettura in questione sfoggiava una carrozzeria affusolata disegnata da Henri Labourdette. Un anno dopo, e cioè il 1º luglio 1923 tre Type 174 giunsero ai primi tre posti di categoria al Grand Prix de l'ACF (Automobil Club France). Al primo posto giunse la vettura pilotata da André Boillot. 

L'anno seguente fu ancor più ricco di soddisfazioni: accanto al quarto posto ottenuto sempre da André Boillot alla Targa Florio disputata il 24 aprile, al volante di una Type 174 S (con motore portato a 4 litri di cilindrata), si aggiunse anche la vittoria nella nuova edizione del Gran Premio dell'ACF: stavolta la vettura era la Type 174 S pilotata da Christian Dauvergne, una vettura caratterizzata da una carrozzeria ancor più profilata dei quella della vettura che corse a Strasburgo due anni prima. Il nuovo corpo vettura sfoggiava infatti anche dei passaruota posteriori carenati e dei parafanghi anteriori più avvolgenti. Con questa vettura, anch'essa con motore portato a 4 litri (3991 cm³, per la precisione), Dauvergne guadagnò il primo posto davanti a due Voisin.
Ed ancora nel 1925 si ebbero altre due vittorie, ancora alla Targa Florio (3 maggio) ed al Gran Premio dell'ACF (19 luglio), in entrambi i casi con l'onnipresente André Boillot al volante.
Nel 1926 si ebbe invece una vittoria alla 24 Ore di Spa, sempre ottenuta da André Boillot, affiancato da Louis Rigal. Quest vittoria, in cui vennero anche battuti alcuni record di velocità fece da contraltare alla sfortunata esperienza di tre settimane prima alla 24 Ore di Le Mans, in cui i due piloti dovettero abbandonare per danni al motore. La vittoria a Spa fu l'ultimo acuto della carriera sportiva della Type 174: l'anno dopo ottenne solo un quarto posto alla Targa Florio, dopodiché si ebbero sempre più sporadiche apparizioni in gara.